# YBS甲府北口中継局
YBS甲府北口中継局（ワイビーエスこうふきたぐちちゅうけいきょく）は、山梨県甲府市に置かれている山梨放送のテレビ中継局である。

## 概要
- 当中継局は、甲府市北口2丁目6番10号の山梨文化会館に置かれ、2011年7月25日午前0時の地上アナログ放送停波まで周辺地区などへ電波を発射してきた。当地周辺でアンテナ受信をする場合でも、甲府親局（5ch）を視聴することが多かった。デジタル放送では甲府親局（25ch）を受信可能なことから当中継局は置局されず完全移行に伴い廃止となった。

## 送信施設概要

### 地上デジタルテレビ放送
- 現時点では、甲府送信所からの電波でエリアカバーされるため、置局予定はない。

### 地上アナログテレビ放送
| 放送局名    | チャンネル | 出力              | ERP               | 放送対象地域 | 放送区域内世帯数 |
| ----------- | ---------- | ----------------- | ----------------- | ------------ | ---------------- |
| YBS山梨放送 | 45ch       | 映像10W/ 音声2.5W | 映像340W/ 音声84W | 山梨県       | -                |

- 2011年7月24日をもって廃止された。